# Meisam Nassiri
Meisam Nassiri (1 de julio de 1989) es un luchador iraní de lucha libre. Conquistó una medalla de oro en Campeonato Asiático de 2016. Representó a su país en la Copa del Mundo en 2014 consiguiendo un 1.º puesto.